# Kartogram

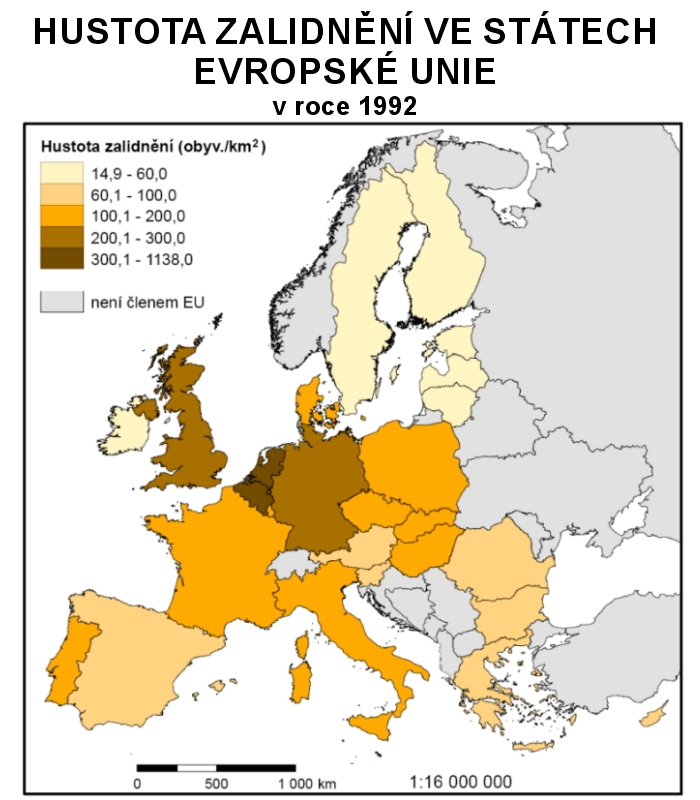
Kartogram pravý. Hustota zalidnění v EU.

Kartogram, někdy choropletová mapa, je jedna z nejpoužívanějších vyjadřovacích metod tematické kartografie. Jde o jednoduchou mapu, v níž je graficky vyjádřena (barvou či rastrem) intenzita jevu ve sledovaném území. Kartogram vyjadřuje relativní hodnoty (na rozdíl od kartodiagramu).
Podle této relativnosti jsou rozdělovány na pravé (např. počet obyvatel na 1 km2 či výnos obilí v tunách na hektar orné půdy) a nepravé (např. podíl počtu nezaměstnaných na celkovém počtu ekonomicky aktivních obyvatel v daném území). Nepravé kartogramy (též nazývané pseudokartogramy) tedy nejsou vztaženy k ploše území, nemají prostorový základ.
Tato metoda používaná při tvorbě tematických map se v anglické literatuře označuje jako choropleth mapping. Označení cartogram odpovídá tomu, co je v ČR známo jako plošně anamorfovaná mapa.

## Vymezení území
Nejčastější území, v němž je jev graficky znázorněn, jsou různé administrativní jednotky, které jsou používány pro sběr nejrůznějších statistických dat. Tak vznikají kartogramy vyjadřující např. podíl plochy oseté kukuřicí na celkové ploše orné půdy v okresech České republiky. Např. v zoologii či botanice se ale využívá hranic umělých (geometrických), kdy se území předem rozdělí nejčastěji čtvercovou sítí na menší stejně velké části, v nichž se pak zkoumá výskyt a intenzita sledovaného jevu (např. početní zastoupení drobných hlodavců v daném území). Výhodou je vzájemná srovnatelnost díky stejné rozloze všech území.

## Druhy kartogramů
Obvykle rozlišujeme kartogramy jednoduché, složené, strukturní, síťové a objemové. Uvažujeme-li jednoduché konstrukce, lze dojít až k 22 různým druhům kartogramů.

### Jednoduchý kartogram
Jednoduchý kartogram se používá v kartografii nejčastěji. Pro každé území je stanovena barva nebo rastr, který vyjadřuje právě jednu charakteristickou vlastnost. V rámci tohoto druhu kartogramu můžeme rozlišit jednoduchý homogenní kartogram, kdy je každý dílčí areál označen barvou dle předem sestavené stupnice; jednoduchý kvalifikační kartogram, kdy se nejprve musí určit střední hladina jevu a hodnoty jsou dále označovány jedním způsobem, nacházejí-li se pod úrovní dané hladiny a jiným způsobem, nacházejí-li se nad její úrovní. Dále pak existuje jednoduchý selektivní kartogram, ve kterém se znázorňují dva doplňující se jevy (poklesem jednoho jevu, nabývá druhý – např. emigrace/imigrace).

### Složený kartogram
V jedné mapě je znázorněno více různých jevů současně nebo je ukázána jejich souvislost. Tyto kartogramy se nazývají též vztahové. Je-li mezi jevy závislost, jedná se o vztahové korelační kartogramy. Pokud závislost není statisticky prokázány jde o kartogramy vztahové pseudokorelační.

### Strukturní kartogram
U jevu zobrazovaného kartogramem je navíc vyjádřeno i vnitřní členění pro každý areál. Lze tedy sledovat jednotlivé složky jevu (např. zastoupení pro jednotlivá pohlaví, náboženství). Každý areál je rozdělen na pásy o určité šířce, která odpovídá relativnímu zastoupení dané složky. Pásy jsou rozlišeny barevně či rastrem.

### Síťový kartogram
Tento druh kartogramu se používá především pro jevy bez vazby na územní jednotky (např. při botanickém mapování). Kartografické areály mají totiž podobu pravidelných geometrických obrazců.

### Objemový kartogram
Jedná se specifické vyjádření jednoduchého kartogramu. Jednotlivé areály jsou vždy vyvýšeny o příslušnou kvantitu jevu. Vzniká tak pseudoprostorová mapa. Areál s nejvyšší hodnotou mívá svou základnu nejvýše.

## Ukázky kartogramů

Jednoduchý homogenní kartogram
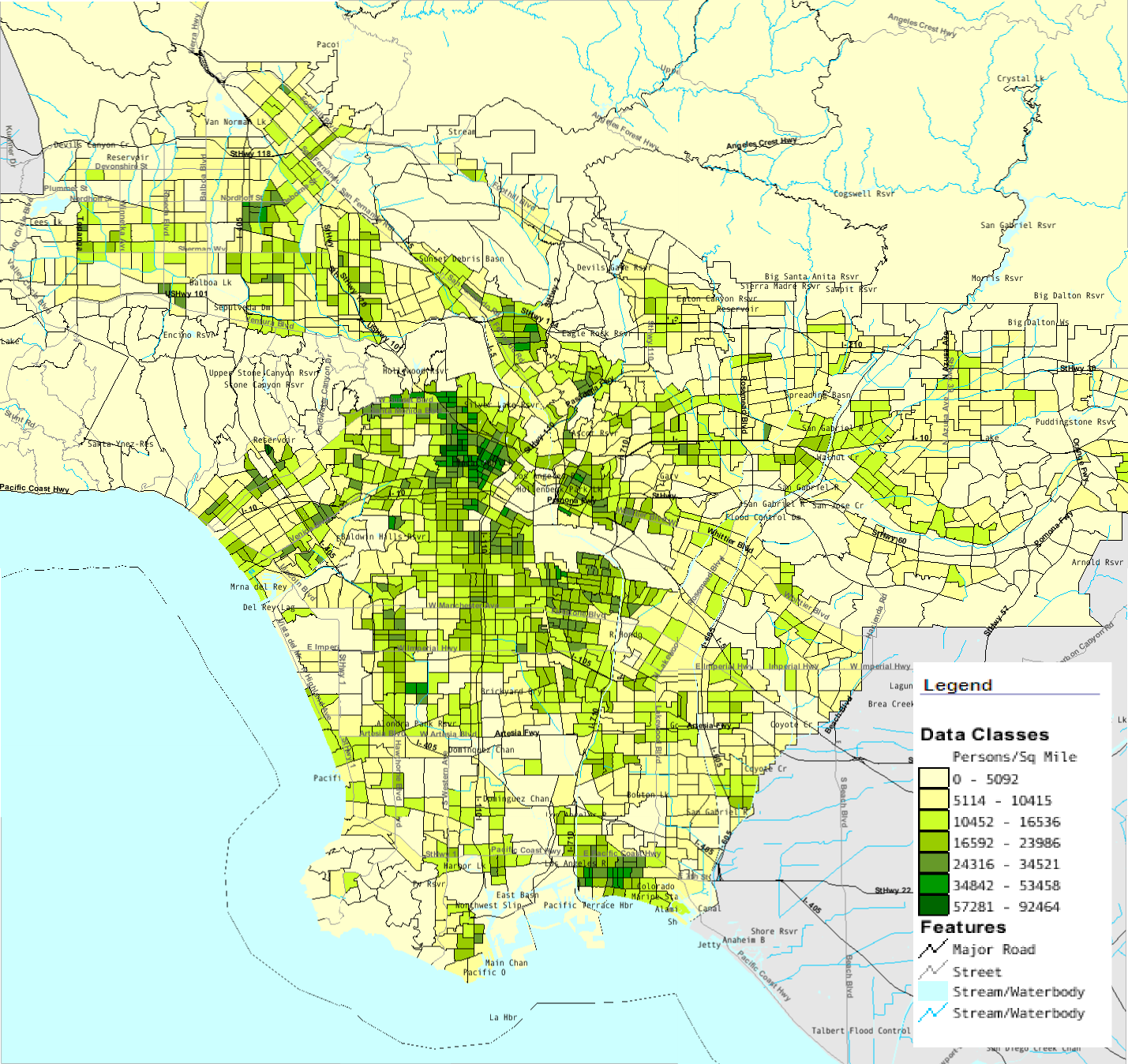
Jednoduchý homogenní kartogram
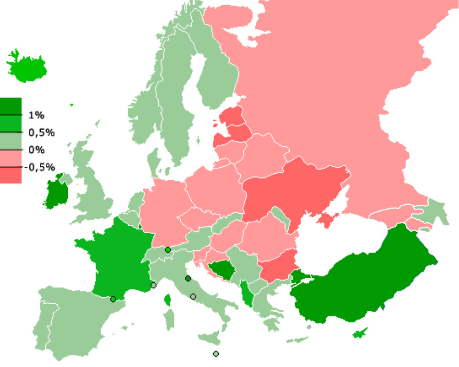
Jednoduchý kvalifikační kartogram populačního růstu
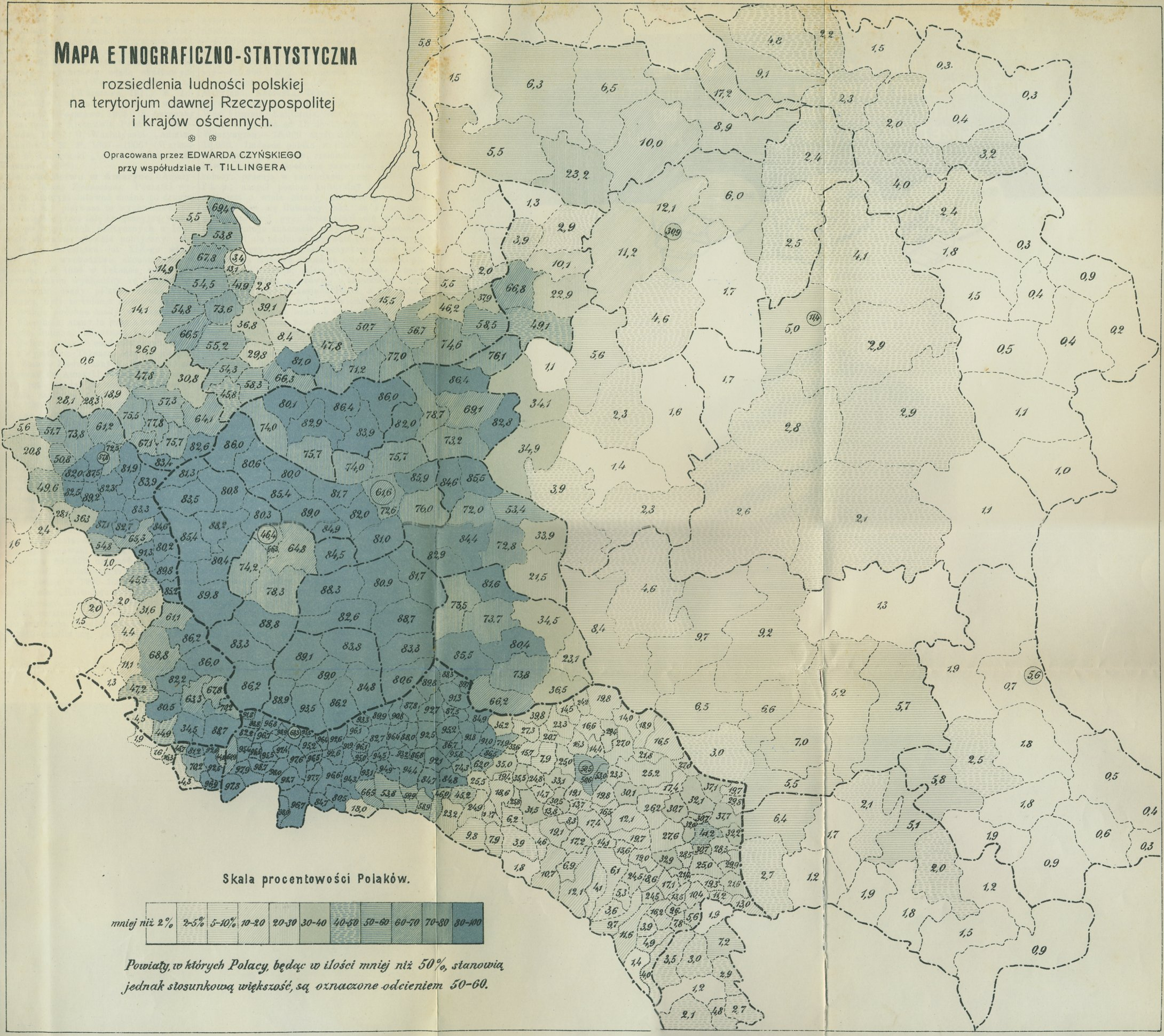
Historický kartogram
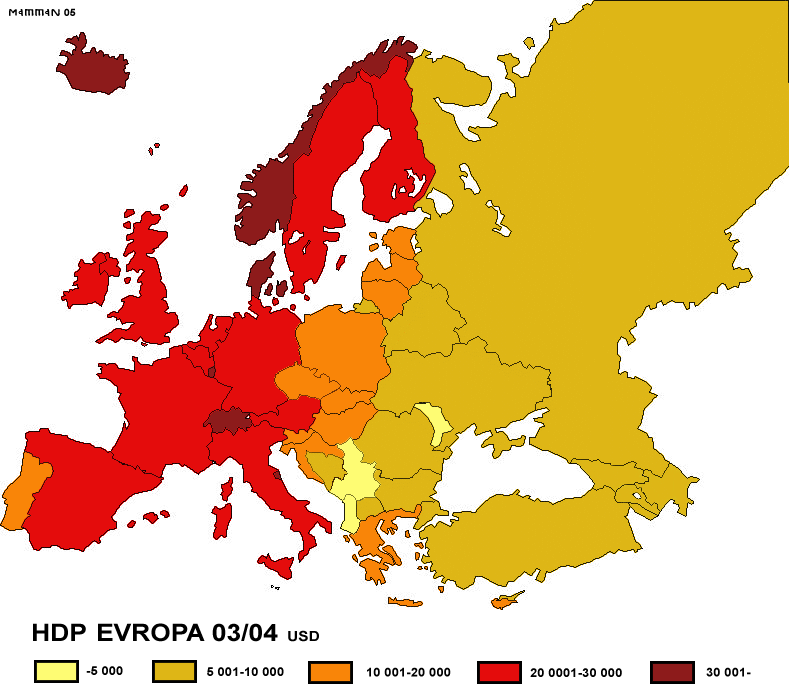
Nepravý kartogram - HDP v Evropě